# Hirschegg-Pack
Hirschegg-Pack osztrák község Stájerország Voitsbergi járásában. 2017 januárjában 1037 lakosa volt. 

## Elhelyezkedése

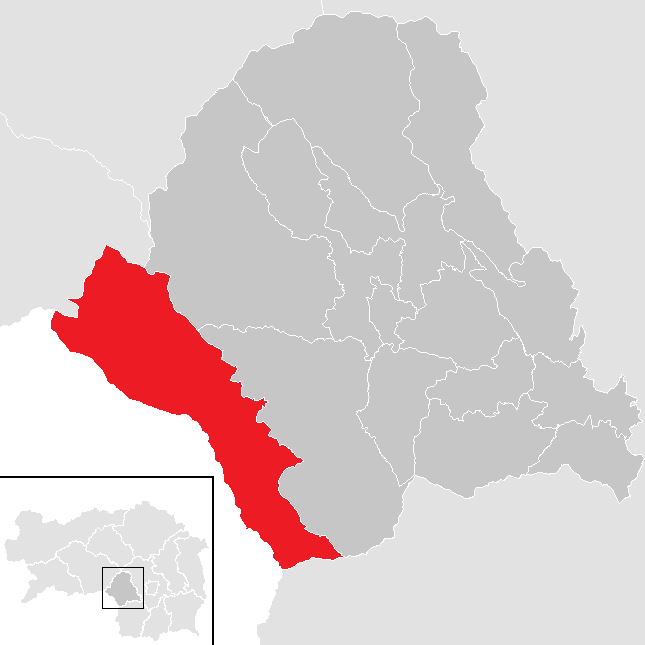
Hirschegg-Pack a Voitsbergi járásban

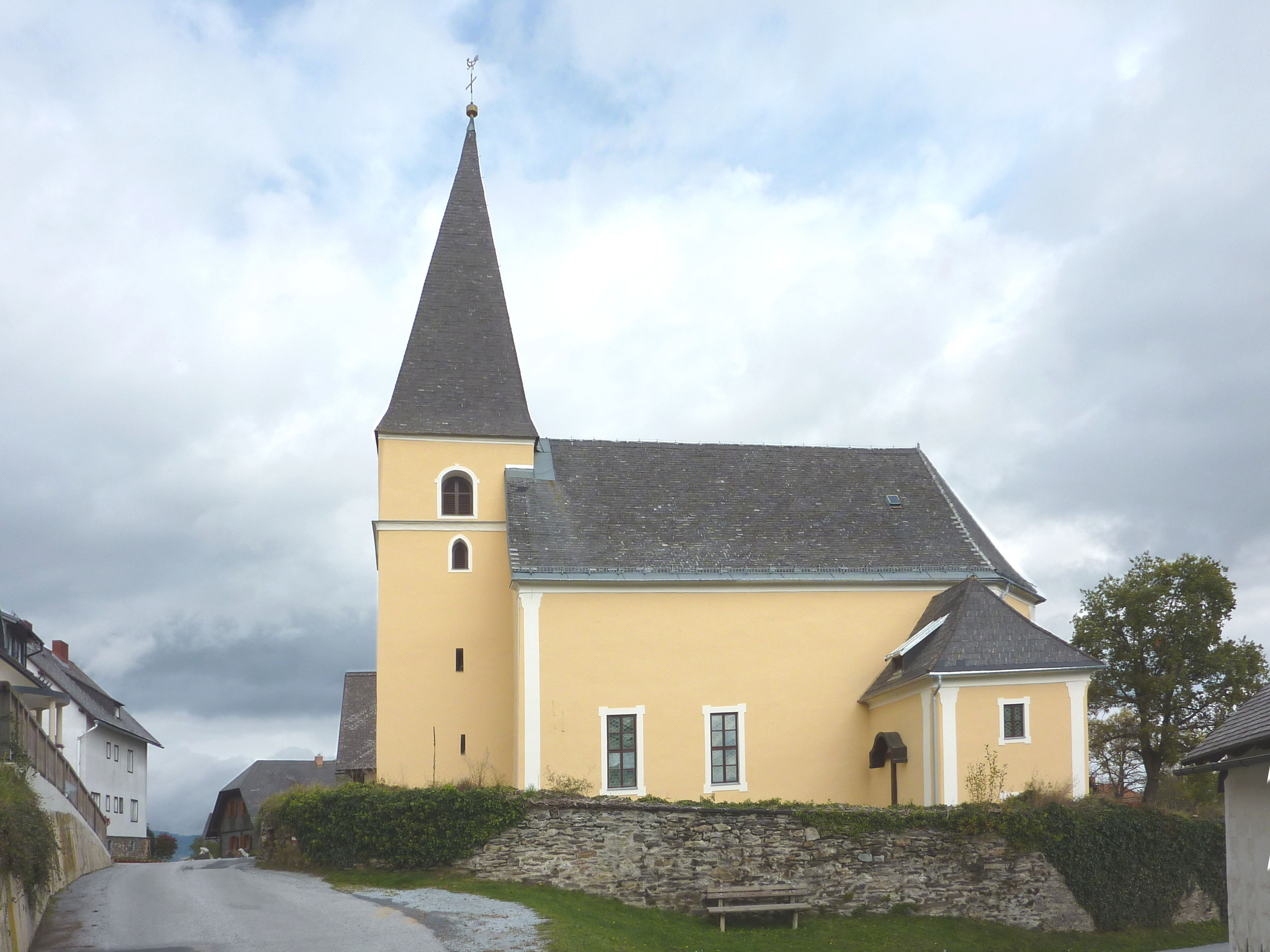
Pack Szt. Márton-plébániatemploma

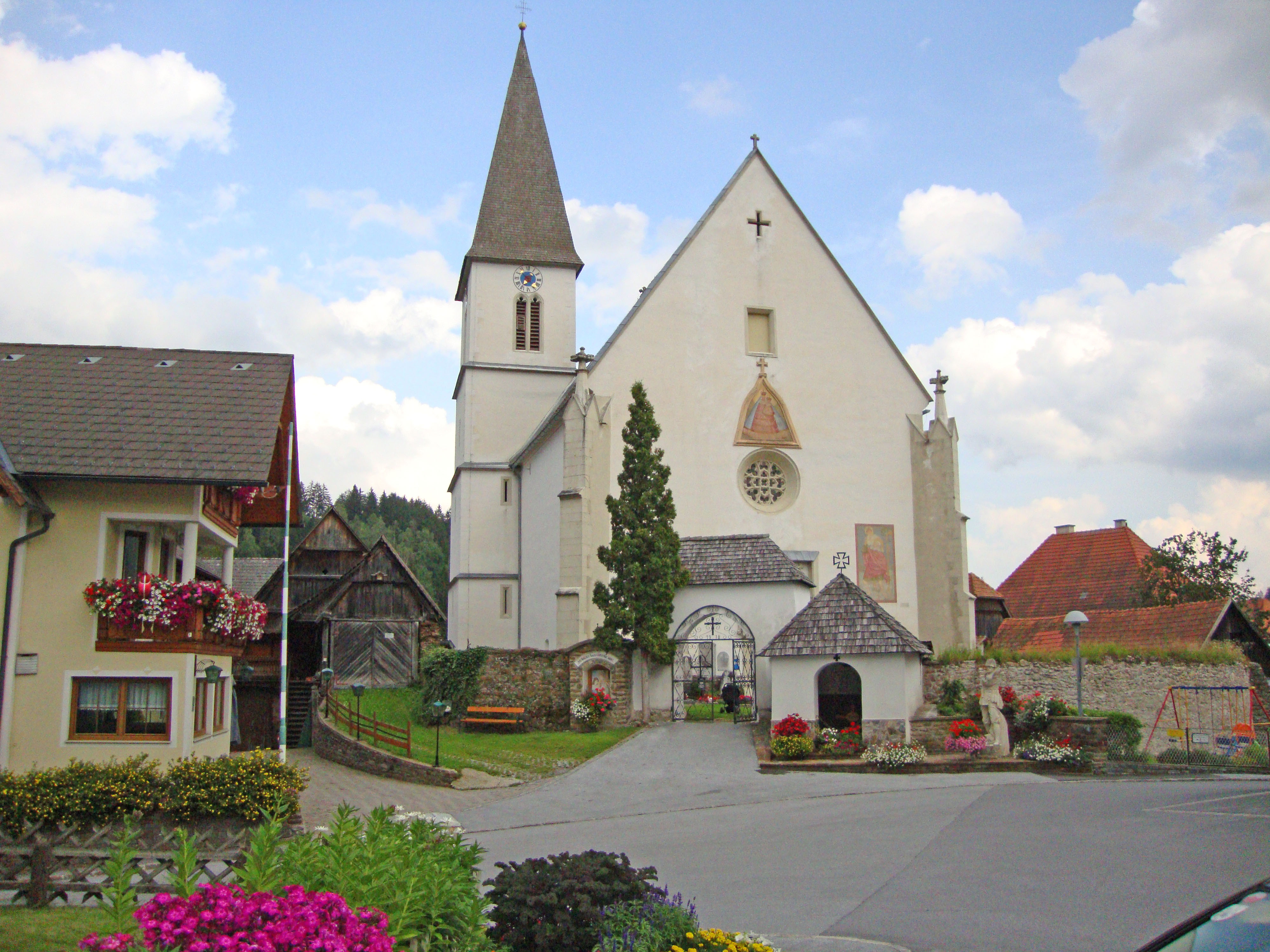
Hirschegg Szűz Mária neve-plébániatemploma

Hirschegg-Pack a tartomány középső részén fekszik a (Lavanttali-Alpokat és Stájer-Előalpokat elválasztó) Packi-Alpokban. Itt található a karintiai Lavant-völgybe átvezető Packi-hágó. Területén áthalad az A2-es déli autópálya, valamint a Grazból Klagenfurtba vezető B70-es főút. Legnagyobb állóvize a Packi-víztározó, amely a Teigitschbe torkolló Packer Bach folyó felduzzasztásával jött létre. Az önkormányzat 3 katasztrális községben (Hirschegg-Piber, Hirschegg-Rein, Pack.) 2 falut fog össze: Hirschegg (651 lakos) és Pack (403 lakos).
A környező települések: északnyugatra Obdach, északkeletre Maria Lankowitz, délkeletre Edelschrott, délre Deutschlandsberg, délnyugatra Preitenegg, nyugatra Bad Sankt Leonhard im Lavanttal és Reichenfels (utóbbi három Karintiában).

## Története
Az önkormányzat a 2015-ös stájerországi közigazgatási reform során alakult meg a korábban önálló Hirschegg és Pack községek összevonásával. 
Pack neve a dombot, magaslatot jelentő szlovén paka szóból ered. Területén az ember legkorábbi nyoma egy neolit kori, több mint 5000 éves kovakő nyílhegy. I.sz. 600 körül szlávok telepedtek meg a térségben, számos helynév máig az ő örökségüket őrzi. A németek (bajorok) 800 után kezdtek betelepülni, miután a Frank Birodalom meghódította a szlávok államát. 900-950 között az ismételt magyar portyázások miatt a keletebbre fekvő falvak népe gyakran felhúzódott a Pack környéki erdők, hegyek közé. 955-ben I. Ottó király (később császár) legyőzte a magyarokat és hogy megelőzze a további támadásokat, őrgrófságokat alapított a határvidéken. Pack területe a Karintiai (vagy Muravidéki) őrgrófsághoz tartozott, amelyből később kialakult a Stájer Hercegség. A régió előbb az Eppenstein, majd azok 1122-es kihalása után a Wildon hercegi családhoz tartozott. Őket a Wallsee, 1362 után pedig a Pettau-nemzetség követte. Egy 1445-ös összeírás 191 letelepült parasztot (és családjukat) számlált össze a packi egyházközségben (amelyhez akkor hozzátartozott Hirschegg és Modriach is).
1480-ban az Ausztriába betörő törökök kifosztották a falut, a lakosok egy részét elhurcolták rabszolgának. Ugyanebben az évben sáskajárás és pestis is pusztított a tartományban. A lakosság sokat szenvedett Mátyás magyar király a hágókon Karintia felé több ízben átkelő hadaitól is.  
A 16. század közepén Pack karintiai része az Ungnad-család birtokába jutott, amely jelentős ipari fejlesztésekbe kezdett: faszenet égettek vaskohóik számára, sőt Pack környékén is elkezdtek vasércet bányászni és felállítottak egy vízi erővel hajtott dróthúzó műhelyt. A nagy adók miatt azonban 1584-ben eladták nyugat-stájerországi birtokaikat a Herbersteineknek, akiktől több közvetítőn keresztül 1638-ban Karl von Saurau grófhoz került, aki a térséget ligisti uradalmához csatolta. Az 1848-as polgári forradalom után a politikai hatalom átkerült a községi tanács kezébe és 1870-ben a Goess-Saurau grófok packi kastélyukat is eladták a községnek, amely paplakot rendezett be benne.

## Lakosság
A Hirschegg-Pack-i önkormányzat területén 2017 januárjában 1037 fő élt. A lakosság 1951 óta (akkor 1545 fő) folyamatosan csökken. 2015-ben a helybeliek 97,3%-a volt osztrák állampolgár; a külföldiek közül 0,7% a régi (2004 előtti), 1,4% az új EU-tagállamokból érkezett. 0,3% a volt Jugoszlávia (Szlovénia és Horvátország nélkül) vagy Törökország, 0,3% egyéb országok polgára.

## Látnivalók

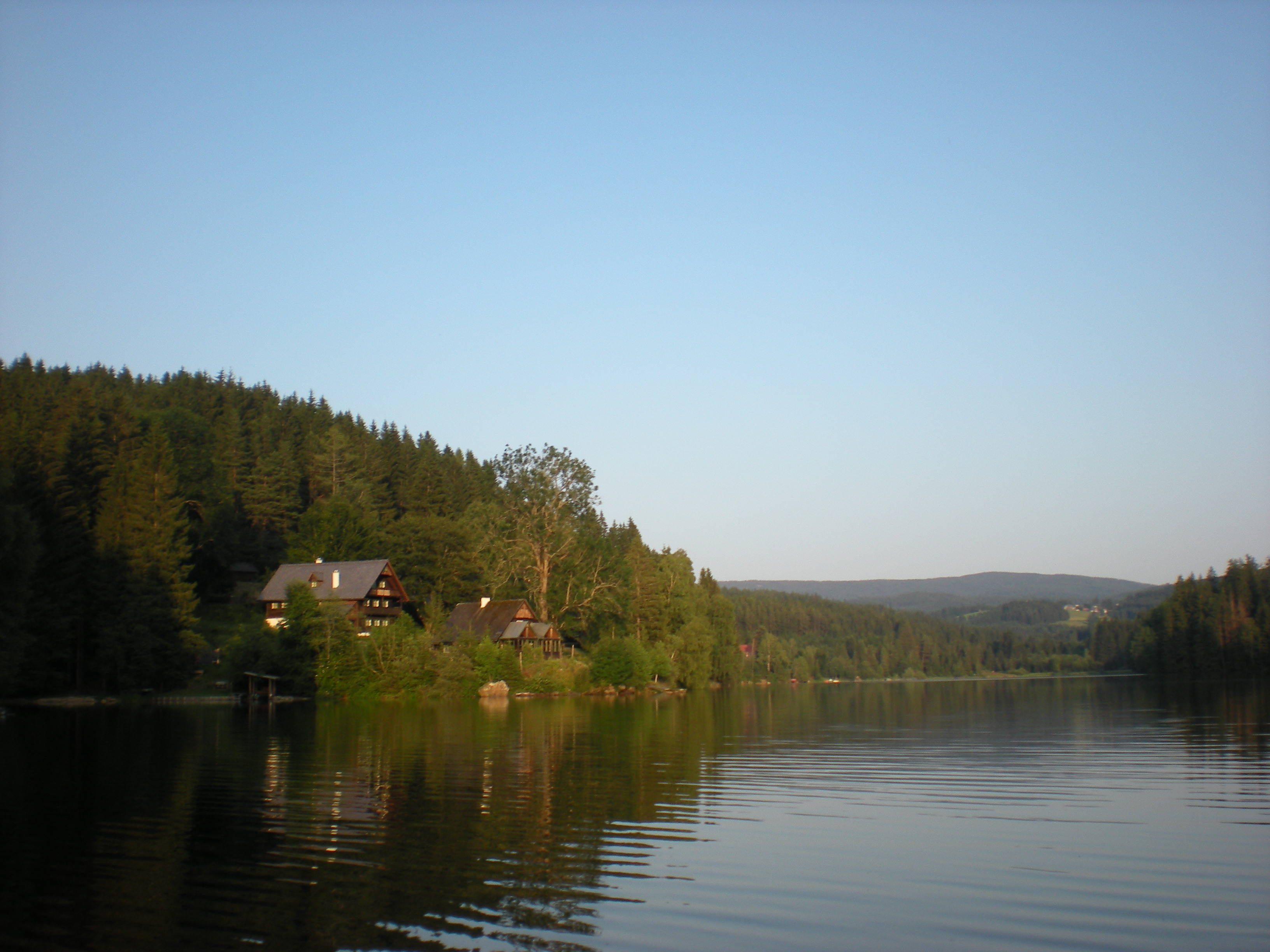
A Packi-víztározó

- Hirschegg késő gótikus Szűz Mária neve-plébániatemploma 1480-1490 között épült. 1686-ig Sankt Lambrecht apátságának felügyelete alá tartozott. Gótikus oltárszobrait a neves Hans Klocker készítette. A paplak 1756-ban épült.
- a hirscheggi falumúzeum
- Pack Szt. Márton-plébániatemplomát 1245-ben említik először. Tornya és nyugati fala 1524-ből, többi része 1766-os felújításából származik.
- a paplak (volt Rosegg-kastély)
- a Hebalm-kápolna és a környező Hebalm-erdő.
- a Packi-víztározó

## Híres hirschegg-packiak
- Andreas Münzer (1964–1996) testépítő

## Fordítás
- Ez a szócikk részben vagy egészben  a   Hirschegg-Pack című német Wikipédia-szócikk ezen változatának fordításán alapul.  Az eredeti cikk szerkesztőit annak laptörténete sorolja fel. Ez a jelzés csupán a megfogalmazás eredetét és a szerzői jogokat jelzi, nem szolgál a cikkben szereplő információk forrásmegjelöléseként.